# Povodeň na východním Slovensku (1998)
K povodni na východním Slovensku došlo 20. července 1998. Extrémní bouře zasáhla 82 obcí v oblasti Šarišské vrchoviny. V jejím důsledku zemřelo 50 lidí, většina obětí byly děti. Nejhůře postiženou obcí byly Jarovnice v okrese Sabinov.

## Průběh

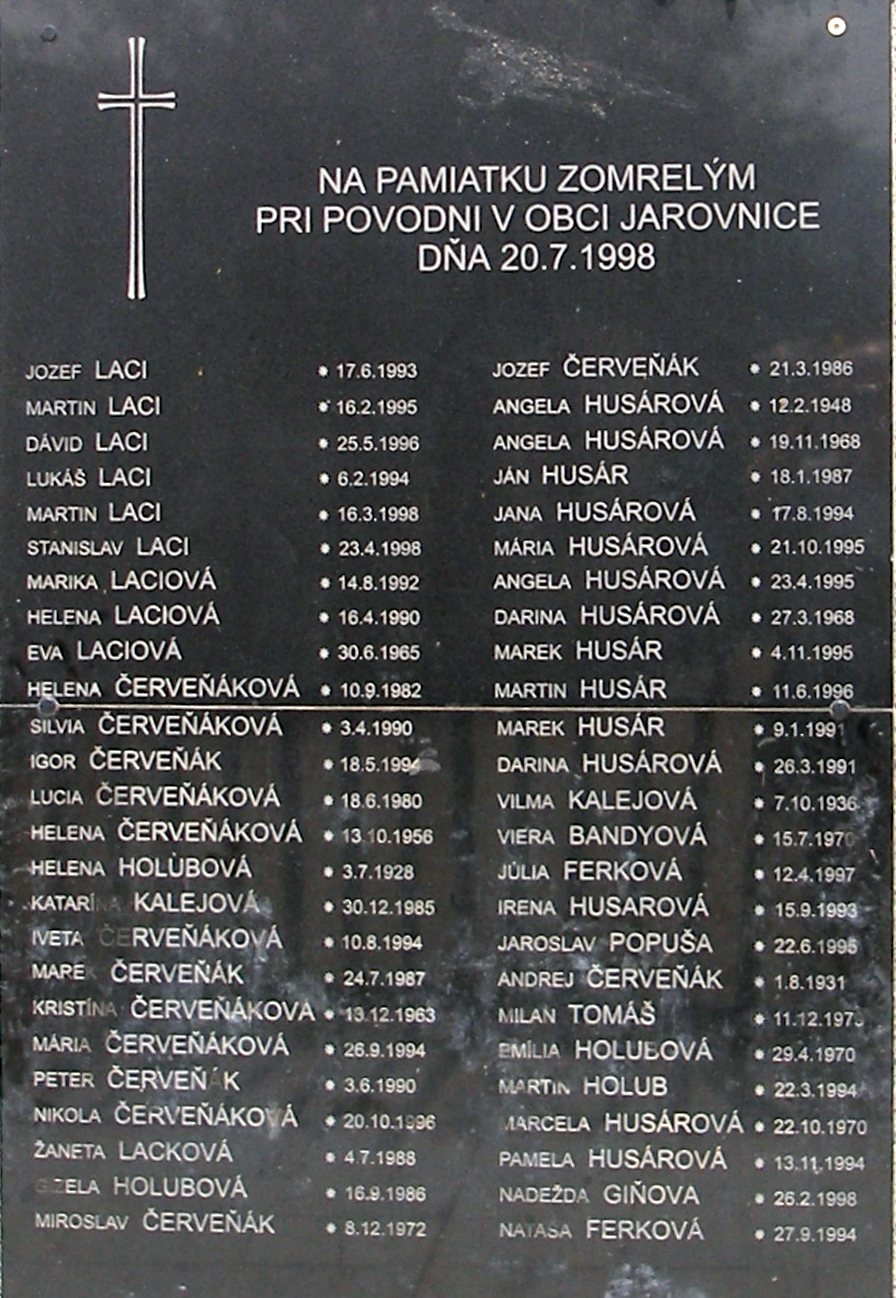
Památník obětem v Jarovnicích

Pršet začalo v 15 hodin a již za necelou půlhodinu byly zaplavené obce Renčišov, Dubovica, Uzovské Pekľany, Lipany, Jarovnice a další obce v Prešovském a Košickém kraji. Celkem extrémní bouřky zasáhly 82 obcí v oblasti Šarišské vrchoviny, Levočských vrchů a Braniska.
Povodňové vlny na tocích Svinka, Žehrica, Torysa a jejich přítocích způsobily vysoké materiální škody. Voda zaplavila rodinné domy, strhávala mosty, vymlela cesty a poškodila technickou infrastrukturu. 

## Následky
Povodeň připravila o život 50 lidí, většina obětí byly děti. Nejvíce mrtvých pocházelo z Jarovnic a místní romské osady. Dalších 61 lidí utrpělo zranění. Zahynulo téměř 6 tisíc zvířat. 
Povodně postihly přes 10 tisíc lidí, přes 3600 lidí bylo evakuováno. Bez přístřeší zůstalo 756 osob. Zaplaveno bylo přes 2000 domů. Přímé škody dosáhly 850 miliónů slovenských korun (přes 28 milionů eur).